# 旧制高等教育機関
旧制高等教育機関（きゅうせいこうとうきょういくきかん、旧字体：舊制高等敎育機關）では、第二次世界大戦前の日本における、いわゆる「旧制学校」のうち、高等教育相当の機関とされたものについて述べる。

## 「学校令」準拠の高等教育機関
「旧制」と呼ばれる戦前期日本の高等教育制度は、1886年に始まる諸「学校令」の制定を通じて本格的に整備され、1910年代末までにほぼ完成をみた。以下に示すように、各学校・教育機関はそれぞれの学校種別を規定する「学校令」に準拠して設立されたが、旧制小学校（尋常小学校・高等小学校）・旧制中等学校（旧制中学校・高等女学校・実業学校）と異なって、高等教育全体を包括する単一の法令によって規定されていなかったため、「複線型」と呼ばれる複雑な制度となっていた。

### 学校（教育機関）種別の一覧
以下、各学校・教育機関の種別と、それぞれが準拠した法令、および制度の概要に付いて述べる（組織・入学資格・修業年限は廃止時の規定）。なお、帝国大学・（旧制）大学およびその大学院を「最高学府」として他の学校と別格扱いする場合もある。
- 帝国大学（帝大）
  - 帝国大学令（1886年・1919年）に準拠し、後出の大学令制定に際してもその適用からは除外された。学部・大学院（・予科）から構成され、学部は高等学校卒業者、および設置されている場合は当該大学の予科修了者を中心に、その他一部の高等師範学校・旧制専門学校卒業者を入学対象とし、修業年限は定められなかった。官立（国立）の総合大学として「最高学府」の頂点に位置づけられた。1947年10月以降、「国立総合大学」と改称され、これに伴って国内の7帝国大学は、それぞれの校名より「帝国」の文言を削除して現校名となった[1]。
- 旧制大学
  - 大学令（1918年）に準拠した。学部・大学院（研究科）・予科から構成され、学部は高等学校、および高等師範学校・旧制専門学校の卒業者、（当該大学）予科修了者を入学対象とし、修業年限は3年（医学部は4年）以上である。旧制官立（単科）大学（官立（国立）の旧制工業大学・旧制商科（商業）大学・旧制文理科大学・旧制医科大学）・旧制公立大学・旧制私立大学がこれに相当する。
- 旧制高等学校（高校）
  - 第一次中学校令（1886年）中の「高等中学校」に関連する規程、および高等学校令（1894年・1919年）に準拠した。本科たる高等科および（一部の学校では）予科である尋常科から構成され、高等科（文科・理科）は中学校4年次修了者・卒業者を入学対象とし、修業年限は3年である。主として帝国大学（およびその他の旧制大学）への進学予備課程として位置づけられた学校である。
- 旧制専門学校
  - 専門学校令（1903年）に準拠した。本科・予科・研究科・別科から構成され、本科は中学校・高等女学校、および場合によっては実業学校）の卒業者を入学対象とし（令第5条）、修業年限は3年以上であった（第6条）。高等工業学校（高工 / 1944年以降は工業専門学校（工専））・高等商業学校（高商 / 1944年以降は経済専門学校（経専））・高等農林（農業）学校（高農 / 1944年以降は農林（農業）専門学校（農専））などの実業専門学校（高等実業学校）の他、旧制女子専門学校（女専）・旧制医学専門学校（医専）・旧制歯科医学専門学校（歯科医専）・旧制薬学専門学校（薬専）・旧制外事専門学校（外専）・芸術系旧制専門学校など、官・公・私立の多岐にわたる学校が存在し、戦前ではこの形態の学校が高等教育機関の大半を占めていた。旧制大学より低位の高等教育機関として位置づけられていたが、ごく一部の学校は大学令の準拠を受け旧制大学への昇格を果たした[2]。一方で帝国大学を含む旧制大学は、多くの場合専門学校に相当する附属学校として「専門部」を設置した。
- 高等師範学校（高師）
  - 師範学校令（1886年）中の「高等師範学校」に関連する規程、高等師範学校規程（1894年）、師範教育令（1897年・1943年）中の「高等師範学校」に関連する規程に準拠した。本科・研究科から構成され、本科は中学校卒業者を入学対象とし、修業年限は4年であった。卒業後は学校教員への服務規程があり、主として中等学校教員（中学校・高等女学校・師範学校）の養成機関として位置づけられた。官立2校は専攻科を基盤に「文理科大学」の設立を達成し、その一方でいくつかの私立大学は高師に相当する課程として「高等師範部」を設置し、中等教員不足を背景に帝大を含む官立の大学・専門学校にも教員養成のための臨時教員養成所・実業学校教員養成所が附設された。
- 女子高等師範学校（女高師）
  - 女子高等師範学校規程（1894年）、師範教育令（1897年・1943年）中の「女子高等師範学校」に関連する規程に準拠した。本科・研究科から構成され、本科は高等女学校卒業者を入学対象とし、修業年限は4年であった。卒業後は学校教員への服務規程があり、主として女子中等学校教員（高等女学校・（女子）師範学校）の養成機関として位置づけられた。
- 師範学校（師範）
  - 第二次師範教育令（1943年）に準拠した。本科・予科・研究科から構成され、本科は中学校・高等女学校卒業者と当該校の予科修了者を対象とし、修業年限は3年であった。師範教育令の全面改正により初めて高等教育相当の機関として規定された。卒業後は学校教員への服務規程があり、主として初等学校（旧制小学校）教員の養成機関として位置づけられた。
- 青年師範学校（青師）
  - 第二次師範教育令の一部改正（1944年）中の「青年師範学校」に関する規程に準拠した。本科・予科・研究科から構成され、本科は中学校・高等女学校卒業者と当該校の予科修了者を入学対象とし、修業年限は3年であった。従来の青年学校教員養成所が改組されたもので、青年学校教員の養成機関として位置づけられた。

### 廃止
以上の旧制学校・大学は、第二次世界大戦後、一部の例外を除き学制改革の結果、新たに発足した新制大学への包括という形で制度上はすべて廃止された。各学校が準拠していた諸「学校令」は、国立総合大学令（旧「帝国大学令」）を除いて1947年の学校教育法制定によりすべて廃止され、各学校・機関は同法の附則第三条の規定により従前の制度のまましばらく存続したが、多くの学校は1949年までに旧制学校を構成母体として発足した新制大学に包括された。そして旧制高校は1950年、専門学校・師範・青師は1951年、高師・女高師は1952年に最後の卒業式を行い廃校となった。しかし旧帝大を含む旧制大学については学位授与機関として1960年〜1962年まで制度上存続した。以上の結果、「単線型」の6・3・3・4学制の一部をなす「新制」の高等教育体系が成立した。

## 「学校令」以前の高等教育機関
「学校令」制定以前に明治期日本の学校制度を規定していた学制（1872年）・教育令（1879年・1880年・1885年）である。前者においては、全国を8（のち7）の「大学区」に区分し、それぞれに「高尚ノ諸学ヲ教ル、専門科ノ学校」と定義された「大学」を設置することが規定されていた。当時東京には幕府の教学機関である昌平坂学問所・開成所・医学所を統合した大学校（のち大学と改称し大学本校・南校・東校が分立）、京都には京都学習院の流れをくむ大学校代が存在していたが、大学本校・大学校代は国学あるいは漢学・儒学が中心であり、洋学系の大学南校（洋学校）・大学東校（医学校）のうち高等教育の程度に達しているのは後者のみであったため、学制における「大学」設置構想は実現にほど遠かった。このため1873年に「学制二編追加頒布」が出され、「大学」とは異なる、外国人教師による外国語の専門教育（基本的に一科目）を行う「専門学校」という形態の高等教育機関（専門学校令に準拠する旧制専門学校とは異なる）が制度化され、続く教育令に継承された。この「専門学校」は近い将来設立されるはずの「大学」のための、教員養成の役割を担うこととなった。以下、「専門学校」程度とされた学校の種別について述べる。
- 法学校
  - 個別の学校としては、司法省法学校・東京法学校・専修学校・明治法律学校・東京専門学校・英吉利法律学校・関西法律学校・日本法律学校・獨逸学協会学校専修科など。
- 医学校
  - 個別の学校としては東京医学校・長崎医学校・秋田医学校・済生館・済生学舎・慶應義塾医学所など。
- 理学校
- 諸芸学校
- 鉱山学校
- 工業学校（のち「職工学校」）
  - 個別の学校としては工部大学校・東京職工学校など。
- 農業学校
  - 個別の学校としては札幌農学校・駒場農学校・東京農林学校など。
- 商業学校
  - 個別の学校としては東京商業学校・三菱商業学校など。
- 獣医学校
- 外国語学校
  - 個別の学校としては、東京開成学校（1873年〜1877年）・東京外国語学校（旧外語/1873年〜1886年）など。
- 他には、大阪専門学校（旧制三高の前身 / 1879年〜1880年）・石川県専門学校（旧制四高の前身 / 1881年〜1887年）など、のちの旧制高等学校の前身となった諸学校。

1877年になって最初の「大学」として（旧）東京大学が設立されるが、当初は東京開成学校と東京医学校の連合体であって統一性に欠け、また実質的には「外国語学校」程度の「専門学校」でしかなかった。しかし1881年の機構改革により両校が制度的に統合され、またこの頃から外国人教師の比率も低下してきたことから、東京大学は次第に総合高等教育機関たる「大学」としての実質を備えるようになり、1886年の帝国大学令準拠による（東京）帝国大学への移行を果たすことになった。しかしこの前後から司法省法学校・工部大学校・東京農林学校など有力な官立「専門学校」は次第に衰退して（東京）帝国大学に統合される途をたどり、帝国大学のみが高等教育の頂点としての地位を独占するようになった。にもかかわらず、帝国大学とその予科である高等学校（1894年以降）を主軸とする高等教育体系からはみ出した官・公・私立の諸「専門学校」はその後も増加し続け、これらの学校の多くは1903年の専門学校令によって、「学校令」の下での高等教育機関として公的認可を得ることとなった。